# Brezje, Mozirje
Brezje je naselje v Občini Mozirje.